# Матрикс 3
Матрикс 3 (енгл. The Matrix Revolutions) је амерички научнофантастични филм из 2003. године, режисера Ендија и Ларија Вачауског. Наставак је филма Матрикс 2 (2003) и трећи је филм у истоименом серијалу. Главне улоге играју: Кијану Ривс, Лоренс Фишберн, Кари-Ен Мос, Хјуго Вивинг и Џејда Пинкет Смит. 
Филм је реализован 5. новембра 2003. године на 108 територија. Иако је овај филм престављао последње остварење у серијалу, његова прича је настављена у видео-игри The Matrix Online. Упркос мешаним оценама критичара, филм је зарадио преко 427 милиона долара широм света. 
Четврти филм, Матрикс: Ускрснућа, премијерно је приказан 2021. године.

## Радња
Нео и Бане леже без свести у болници ховеркрафта Мјолнир. У међувремену Нео открива да је његов ум заточен у виртуалној станици метроа – прелазној зони између Матрице и Града Стројева. Сусреће породицу програма, укључујући девојчицу Сати, чији отац каже Неу да је метро под контролом Траинмана, изгнаног програма оданог Меровингиану. Кад се Нео покуша укрцати на воз са породицом, Траинман га одбија и савлада.
Сераф контактира Морфеуса и Тринитy у име Оракл, која их информише о Неовом заточеништву. Сераф, Морфеус и Тринитy улазе у клуб Хел, где се суочавају са Меровингианом и присиљавају га да пусти Неа. Узнемирен визијама Града Стројева, Нео посјећује Оракла, која открива да агент Смит намерава уништити и Матрицу и стварни свијет. Она цитира да све што има почетак, има и крај те да ће се рат завршити. Након што Нео оде, велика група Смитова асимилира Сати, Серафа и Оракл (која се не одупире), добивши њену моћ предвиђања.
У стварном свету, посада Набукодоносора и Молнира пронађе и поново активира Ниобеин брод, Логос. Они испитују Банеа, који тврди да се не сећа ранијег масакра. Капетани планирају одбрану Зиона, те Нео затражи брод да отпутује у Град Стројева. Мотивисан сусретом са Оракл (описан у видео-игри Enter The Matrix), Ниобе му понуди Логос. Нео одлази у друштву Тринитy. Бане, који се потајно укрцао на Логос, узима Тринитy за таоца. Нео схвата да је Банеа асимилирао Смит. Бане ослепи Неа каблом; међутим, Нео открива способност да види свет као златно светло. Нео убија Банеа и Тринитy их одвезе у Град Стројева. Ниобе и Морфеус се запуте у Зион са Молниром да помогну људској одбрани против Сентинела. У Зиону, смртно рањени капетан Мифуне упућује Кида да отвори врата Молниру. Кад пристигне, испушта електромагнетски пулс, чиме онеспособи Сентинеле, али и преосталу одбрану. Људи су присиљени повући се и чекати следећи напад за који верују да је њихова задња одбрана. Неа и Тринитy нападну стројеви, чиме сруше Логос на Град Стројева. Ударац убије Тринитy.
Нео улази у Град Стројева и среће њиховог вођу по имену Дус Екс Машина. Нео се, упозоривши да Смит планира освојити оба света, понуди да заустави Смита у замену за мир са Зионом. Вођа пристане и Сентинели престану нападати Зион. Стројеви омогуће Неу везу с’ Матрицом. Нео открива да је Смит асимилирао све становнике. Иступа Смит, с Ораклиним моћима, те тврди да је предвидио своју победу. Након одуже борбе, Нео намами Смита да га асимилира. Вођа стројева пошаље налет енергије у Неово тело чиме су Смитови уништени. У стварном се свету Сентинели повлаче из Зиона, Неово тело однесу стројеви, а Морфеус и Ниобе се загрле.
Матрица се поновно покрене и архитекта сусреће Оракл у парку. Сложе се да ће мир трајати колико дуго може, те да ће свим људима бити понуђена могућност да напусте Матрицу. Оракл каже Сати да мисли да ће поновно видети Неа. Сераф упита Оракл да ли је знала што ће се догодити, а она одговара да није знала, али је веровала.

## Улоге
| Глумац            | Улога          |
| ----------------- | -------------- |
| Кијану Ривс       | Нео            |
| Лоренс Фишберн    | Морфеј         |
| Кари-Ен Мос       | Тринити        |
| Хјуго Вивинг      | Агент Смит     |
| Глорија Фостер    | Оракл          |
| Хелмут Бакаитис   | Архитекта      |
| Ламберт Вилсон    | Меровиџијан    |
| Моника Белучи     | Персефона      |
| Колин Чау         | Сераф          |
| Рој Џоунс млађи   | Капетан Балард |
| Хари Џ. Леникс    | Командант Лок  |
| Мет Маколм        | Агент Томпсон  |
| Рандал Дјук Ким   | тварац кључева |
| Харолд Перино     | Линк           |
| Џејда Пинкет Смит | Најоби         |
| Џина Торес        | Кас            |
| Корнел Вест       | Канцелар Вест  |
| Бернард Вајт      | Рама-Кандра    |
| Ентони Вонг       | Дух            |
| Ентони Зерби      | Канцелар Хаман |
| Натанијел Лис     | Капетан Мифуни |